# Black Beauty - Autobiografia di un cavallo
Black Beauty - Autobiografia di un cavallo (Black Beauty) è un film del 2020 scritto e diretto da Ashley Avis.
La pellicola è l'adattamento cinematografico del romanzo del 1877 Black Beauty, scritto da Anna Sewell, già trasposto svariate volte tra cinema e televisione.

## Trama
Una cavalla mustang selvaggia racconta la sua vita dalla nascita. Spiega che sua madre le ha insegnato tutto, anche cosa succede ai cavalli quando muoiono; volano in cielo e riposano tra le stelle. Un giorno, la mustang si fa vedere accidentalmente da alcuni cowboy che procedono a catturare l'intera mandria di cavalli, facendo sì che la mustang non riveda mai più sua madre. Un addestratore di cavalli di nome John Manly acquista la mustang e la porta a Birtwick, una scuderia per cavalli. Anche se a John le piace, a causa del suo spirito arrabbiato e tenace, la mustang continua a "giocare con lui" e si rifiuta di collaborare con lui, che tuttavia rimane paziente. La mustang finisce per fare amicizia con altri due cavalli di nome Ginger e Merrylegs.
John viene informato che sua sorella e il marito sono morti in un incidente stradale; John dovrà occuparsi di sua nipote, Jo Green. Jo non vuole avere niente a che fare con John, soprattutto perché andava a trovarli molto raramente, ma rimane estasiata dal mustang che continua a comportarsi in modo difficile. Tuttavia, la mustang capisce il dolore che sta provando Jo, perché simile al suo e finisce per connettersi con lei. Jo impara a domare la mustang e la chiama Black Beauty, o semplicemente Beauty. John riesce finalmente a parlare con Jo facendola lavorare nella stalla e si prende cura di Beauty regolarmente. Jo, invece di usare la parola "domare", in quanto offensivo verso un cavallo, decide di usare la parola "preparare". John informa Jo che alla fine dovranno vendere Beauty, ma Jo non lo accetta.
Una notte, scoppia un incendio a causa di un addetto alla stalla distratto che lascia una stufa accesa e i cavalli devono essere salvati. Con Birtwick che perde soldi, Jo è preoccupata perché vogliono vendere Beauty, ma riesce ad ottenere un accordo con il capo di John, Henry Gordon, in modo che possa lavorare di più per guadagnare i soldi per acquistare Beauty, anche se afferma che potrebbero prenderla in fida. La famiglia dell'alta borghesia Winthorp arriva per acquistare dei cavalli per la loro tenuta, con la figlia Georgina che sceglie immediatamente Beauty da prendere in fida. John riesce a convincerli ad avere Jo come sua inquilina. Nella tenuta di Earlshall, Beauty scopre che la sua amica Ginger è stata acquistata per il figlio di Winthorp George, che a differenza di Georgina, è gentile e si interessa a Jo.
Georgina è crudele e scortese con Beauty che resiste all'impulso di farle del male perché metterebbe lei e Jo nei guai. Jo scopre che Beauty ha gravi ferite e George cerca di avvicinarsi a Jo, ma sua madre mette fine a tutto ciò. Durante una corsa che si svolge in un raduno sociale Georgina cade perché Beauty ha subito una ferita alla gamba. George resiste a sua madre e i Winthorps scelgono di restituire Beauty. Tuttavia, John arriva per informare Jo che Birtwick sta chiudendo e che tutti i cavalli devono essere venduti. Beauty viene portata via senza che Jo abbia la possibilità di dirle addio. Diventa determinata a trovarla per comprarla di nuovo.
Beauty viene venduta ad un ranger di nome Terry ed insieme intraprendono audaci missioni di salvataggio nel deserto, incluso il salvataggio di un uomo da un fiume in tempesta. Terry decide di ritirarsi e Beauty viene data ad un contadino che utilizza ancora vecchi strumenti, costringendola a lavorare di più. Viene presto affidata ad un gentile cocchiere a New York di nome Jerry la cui figlia sceglie di chiamarla Lady. In una notte particolarmente fredda e nevosa, Beauty si riunisce con Ginger che è stata venduta all'insaputa di George. Le dice tristemente che lei e Merrylegs erano i suoi unici amici. Ginger muore poco dopo. Per tutto questo tempo, Beauty continua a pensare a Jo, che non ha rinunciato a trovarla.
Quando Jerry si ammala, Beauty viene venduta ad un'altra compagnia di cocchieri che però sono crudeli e vendono illegalmente i cavalli. Durante la guida, Beauty vede il corpo di Ginger che viene portato via. Con il cuore spezzato, Beauty si siede per strada, cosa che attira l'attenzione dei media. L'azienda tenta di vendere Beauty, ma un ragazzo gentile di nome Manuel avvisa la polizia delle attività e Jo trova Beauty e si riunisce con lei. Jo rivela di essere riuscita a ricostruire completamente Birtwick ed ora lavora con John e George, che ora ha sposato, per aiutare i cavalli a tempo pieno; scoprendo che anche Merrylegs è stato ritrovata. Beauty continua felicemente a vivere con Jo per il resto della sua vita, aggiungendo che quando è giunto il suo momento, si è sentita davvero come se stesse volando.

## Produzione
Nel maggio 2019 viene annunciato lo sviluppo del nuovo adattamento del romanzo Black Beauty, scritto e diretto da Ashley Avis.
Le riprese del film sono iniziate nell'ottobre 2019 in Sudafrica.

## Promozione
Il trailer del film è stato diffuso l'11 novembre 2020 mentre la versione italiana il giorno seguente.

## Distribuzione
Il film è stato distribuito su Disney+ a partire dal 27 novembre 2020.

## Accoglienza

### Critica
Sull'aggregatore Rotten Tomatoes il film riceve il 47% delle recensioni professionali positive su 43 critiche, mentre su Metacritic ottiene un punteggio di 52 su 100 basato su 11 critiche.
Il New York Post ha valutato il film con 2 stelle e mezzo su 5, Common Sense Media ha dato al film 3 stelle su 5, mentre Den Of Geek ha elogiato il lavoro di Ashley Avis.